# Forteresse de Fetislam
La forteresse de Fetislam (en serbe cyrillique : Тврђава Фетислам ; en serbe latin : Tvrđava Fetislam) est située à Kladovo, dans le district de Bor, en Serbie. Elle est inscrite sur la liste des monuments culturels de grande importance de la République de Serbie (identifiant no SK 284).
Elle est également connue sous le nom de « Kladovski grad », la « forteresse de Kladovo ».

## Présentation

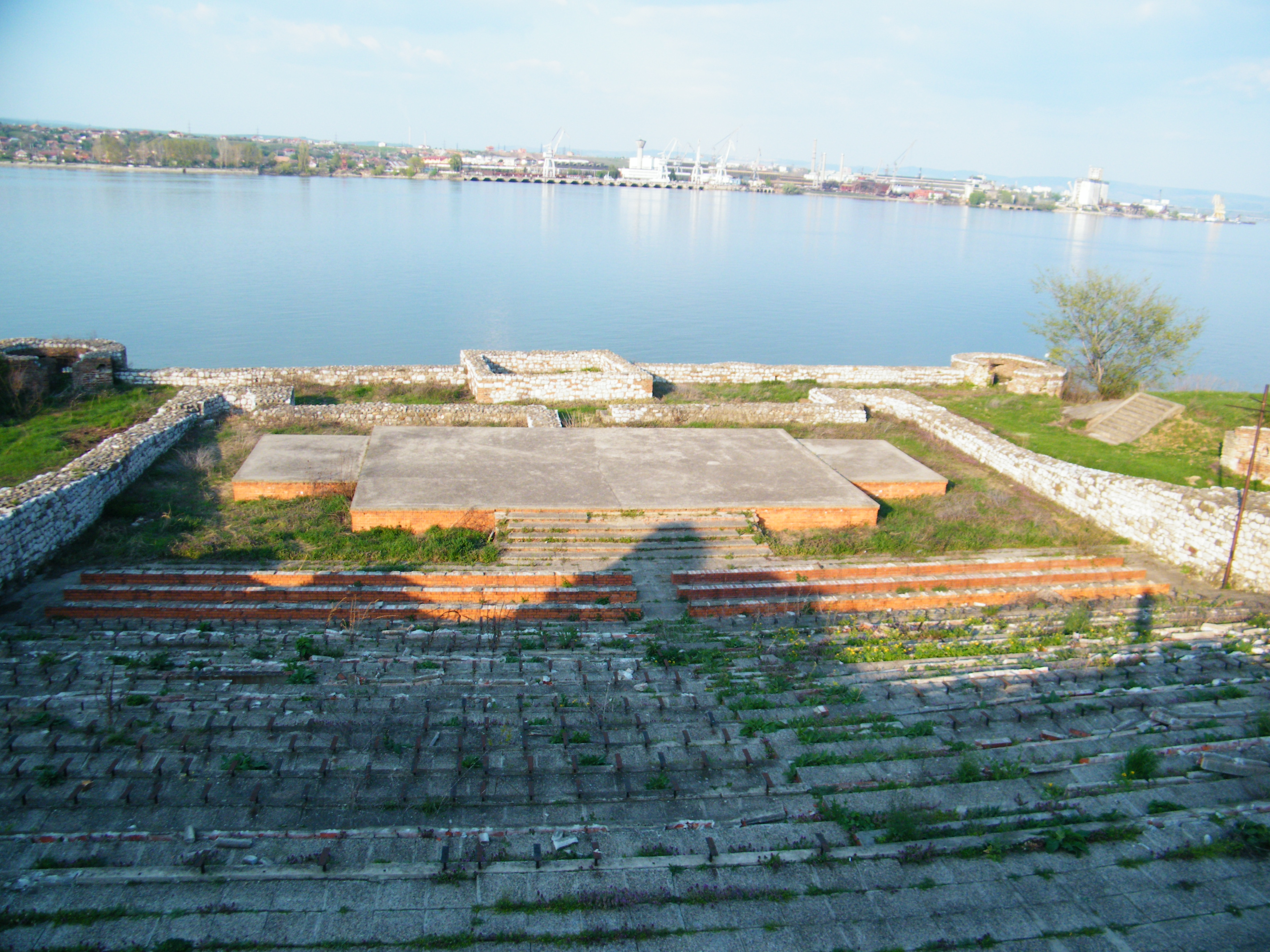
Autre vue de la forteresse avec le Danube.

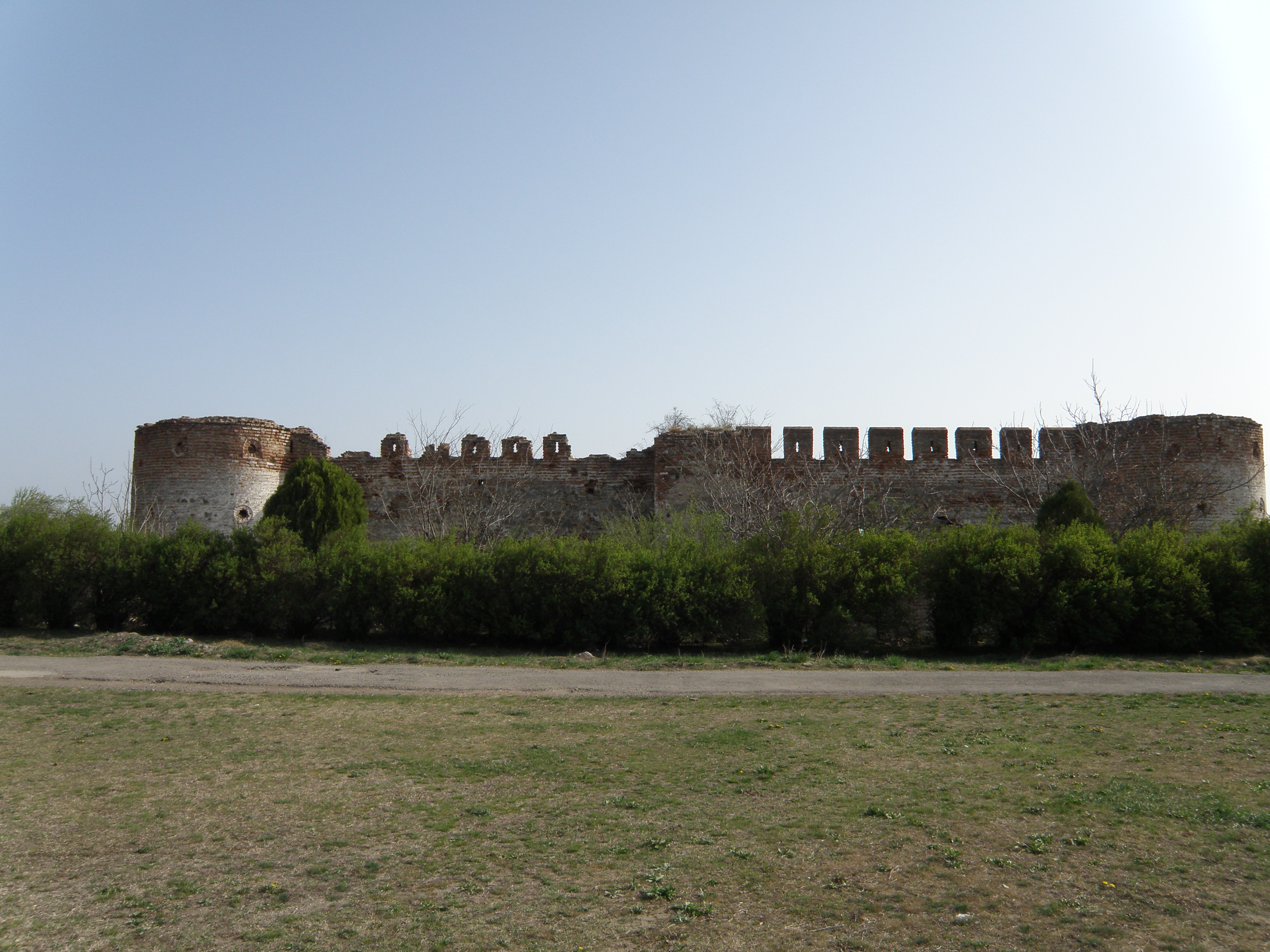
Vue de la petite forteresse, tours et créneaux.

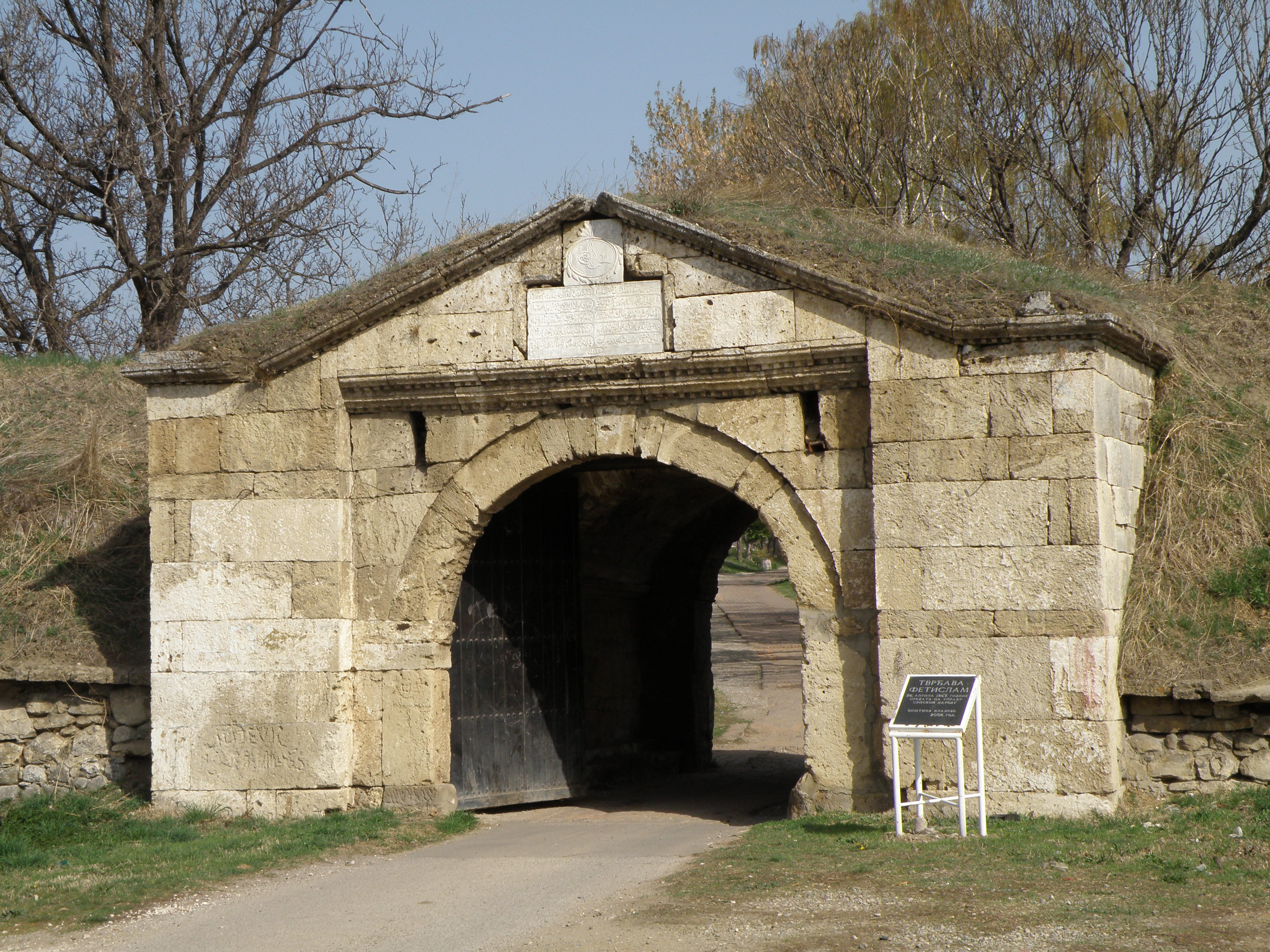
La porte principale de la forteresse.

La forteresse est située à l'ouest de Kladovo, sur un plateau dominant le Danube, ; au XIIe siècle, elle était connue sous le nom de « Novi grad » et, au début du XVIe siècle, elle a été détruite par les Hongrois. Sur ses vestiges, les Turcs ont construit une forteresse plutôt bien préservée de nos jours ; sa construction complétait la ligne de défense ottomane vis-à-vis du Royaume de Hongrie formée par la forteresse de Smederevo, la forteresse de Kulič, la forteresse de Ram et la forteresse de Golubac. Fetislam est composée de la « petite forteresse » (Malo utvrđenje) et de « la grande forteresse » (Veliko utvrđenje).
La petite forteresse, qui occupe la partie supérieure du terrain et la zone côtière, a été construite en 1524 comme point de départ de la conquête turque des villes de Severin et d'Erdelj. Cet espace supérieur, de plan rectangulaire, est doté de tours angulaires circulaires ; les remparts sont renforcés d'éléments défensifs triangulaires ou rectangulaires et de créneaux. La zone côtière était renforcée de défenses triangulaires et de deux tours carrées ; elle était reliée à la partie haute par un souterrain large de 7 à 10 m.
Au cours des conflits austro-turcs entre 1717 et 1739, la petite forteresse a acquis une nouvelle importance stratégique ; de ce fait, la grande forteresse a été construite autour d'elle entre 1717 et 1739. Elle était alors dotée de six bastions en pierres et d'une muraille en terre. Vers 1818, la terre a été recouverte de murs-rideaux plus solides et, après quelques modifications supplémentaires, la forteresse a été transformée pour résister à l'artillerie. L'ensemble des fortifications était entouré d'un système de tranchées d'une largeur de 13 à 30 m alimentées par les eaux du Danube,.
Aujourd'hui la porte principale, la Varoš kapija (la « porte de la ville ») dans le rempart sud-ouest et la porte du Danube dans la partie nord-est du rempart sont en bon état de conservation.
La forteresse est restée entre les mains des Ottomans jusqu'en 1867 quand elle a été livrée avec d'autres places au prince Michel Obrenović.

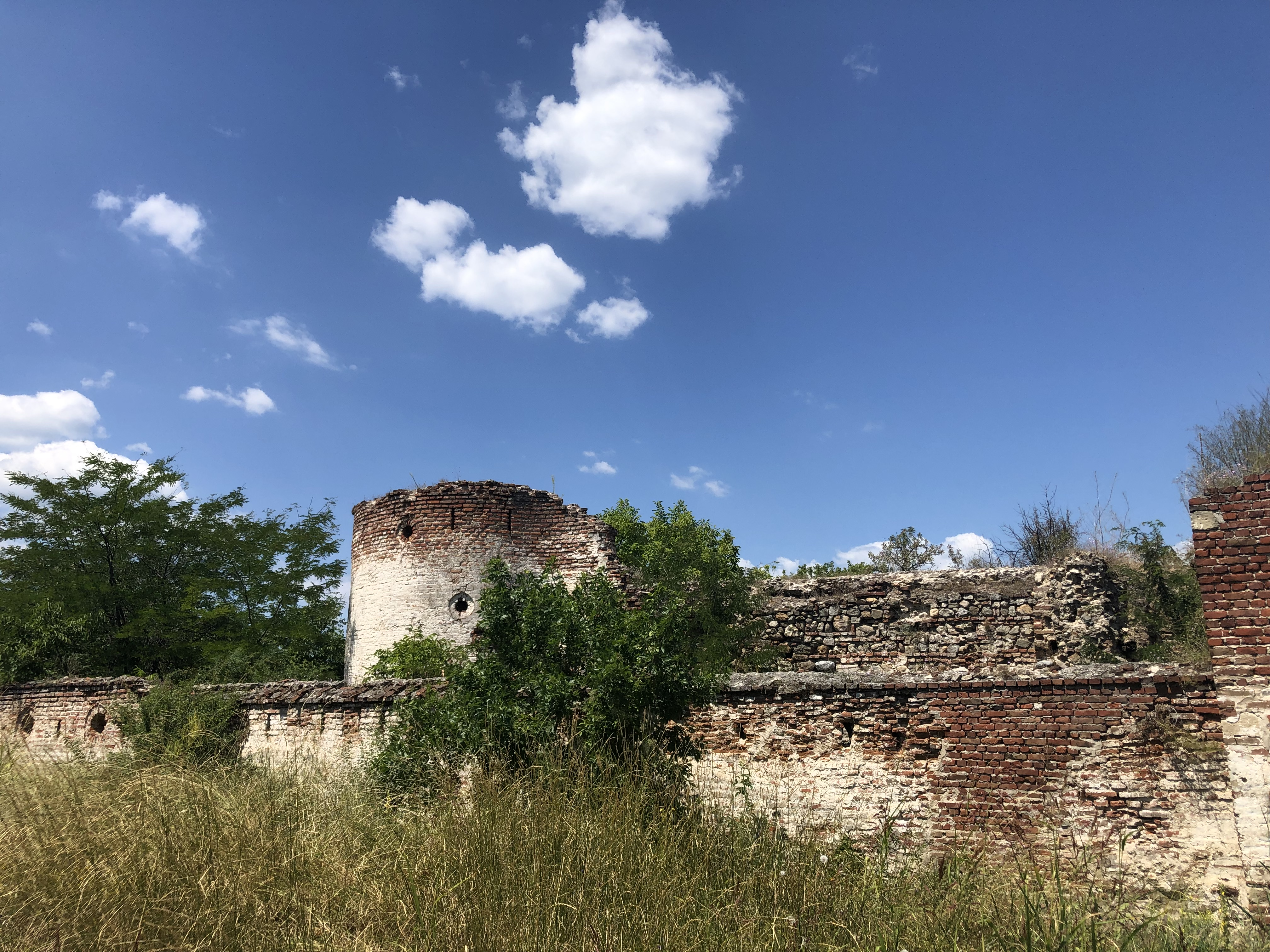
Forteresse de Fetislam

Des travaux d'investigation et de restauration ont eu lieu dans la forteresse en 1973-1977 et en 1981-1984.